# Irving Finkel
Irving Leonard Finkel (né en septembre 1951) est un philologue, assyriologue et écrivain britannique.
Il est assistant au British Museum en écrits de l'ancienne Mésopotamie, spécialiste du cunéiforme au département du Moyen-Orient.

## Études
Finkel a obtenu son doctorat en assyriologie de l'Université de Birmingham, sous la direction de Wilfred G. Lambert. Sa thèse porte sur les exorcismes chez les Babyloniens.

## Carrière

### Philologie
Finkel a passé trois ans en tant que chercheur à l'Institut oriental de Chicago. Il rentra au Royaume-Uni en 1976 et fut nommé assistant conservateur au département des antiquités d'Asie occidentale. Il devint responsable de la conservation et de la traduction des quelque 130 000 tablettes en cunéiforme.
En 2014, Finkel découvrit une tablette contenant un récit de Déluge similaire à celui de l'Arche de Noé, qu'il décrivit dans son livre L'Arche avant Noé.

### Jeux de société
Finkel étudie l'histoire des jeux de société, et participe au comité éditorial de la revue Board Game Studies. L'une de ses contributions majeures est la détermination des règles du Jeu royal d'Ur, un jeu mésopotamien datant du troisième millénaire avant notre ère.